# St. Croix Village
St. Croix Village es una villa de Trinidad y Tobago, que forma parte de las regiones de Penal-Debe y Princes Town.

## Geografía
La villa abarca parte de la isla Trinidad y limita al norte con Princes Town y Broomage (ambas localidades pertenecientes a la región de Princes Town), al sur con Barrackpore, al este con Broomage, Indian Walk y Lengua Village-Barrackpore (todas ellas pertenecientes a la región de Princes Town) y al oeste con Lothian, Borde Narve (ambas localidades pertenecientes a la región de Princes Town) y Lengua Village.

## Demografía
Datos demográficos de la villa de St. Croix Village:
| Gráfica de evolución demográfica de St. Croix Village entre 2000 y 2011 |
|                                                                         |